# Nicasio Juan Sánchez Toranzo
Nicasio Sánchez Toranzo (1905-24 de abril de 2009) fue un político y diplomático argentino.

## Carrera
Su carrera política comenzó dentro de las filas de la Unión Cívica Radical Concurrencista, una fracción radical que gobernó la provincia de Tucumán entre 1935 hasta 1943. En 1942 Nicasio Sánchez Toranzo presidió la UCR Frente Popular, un partido afín a Hipólito Yrigoyen qué suportó la candidatura de Miguel Mario Campero para el Gobernador de la Provincia de Tucumán. 
En 1946, al proclamarse la candidatura presidencial de Juan Domingo Perón, Nicasio Sánchez Toranzo se sumó a las filas de la U.C.R. Junta Renovadora, liderada por Hortensio Quijano. Con este partido participó en las elecciones de febrero de 1946, como candidato a gobernador, siendo superado en número de votos por el Partido Laborista. 

### Encargado de negocios en la Ciudad de Guatemala
En 1948 Juan Domingo Perón designó a Nicasio Sánchez Toranzo como Secretario de Embajada de primera clase y Cónsul de primera clase y su hermano, el general José Antonio Sánchez Toranzo como jefe del Servicio de Inteligencia del Ejército. 
Durante el Golpe de Estado en Guatemala de 1954 Nicasio Sánchez Toranzo fue Encargado de negocios en la Ciudad de Guatemala.El derrocamiento de Jorge Ubico en julio de 1944 siguió una revuelta estudiantil que invocaba las “Cuatro Libertades” (libertad de expresión, libertad de cultos, libertad de vivir sin miseria y libertad de vivir sin miedo) En la semana del putsch Nicasio Sánchez Toranzo, era un tipo realmente amistoso que los proveía de la siempre preciada yerba mate, corrió a la pensión de Ernesto Guevara una madrugada para decirle: "Usted se viene ahora mismo conmigo. Han sido avisado de que hay un argentino en la lista de agitadores que serán ejecutados, y el argentino es usted"  y lo lleva refugiado a la embajada argentina, donde decenas de guatemaltecos están asilados por cuanto el gobierno de Perón, con el de México, eran los únicos que habían condenado la invasión mercenaria. En 1954, tras la derrota de la promesa modernizadora del gobierno democrático de Jacobo Árbenz Guzmán, un importante grupo de guatemaltecos partió al exilio. Esto es momentos tomaron los aviones militares que envió Juan Domingo Perón, entonces presidente de Argentina para rescatarlos . La partida de los asilados se produjo en varios viajes, entre septiembre y octubre de 1954. Víctor Manuel Gutiérrez fue uno de los últimos en llegar a la embajada, por lo menos tres meses después del golpe.[cita requerida] Tras la instauración de la dictadura de Pedro Eugenio Aramburu por haber adherido al peronismo Nicasio Sánchez Toranzo deberá permanecer exiliado en México, donde coordinará grupos de exiliados argentinos.

### Diputado por Tucumán
Nicasio Sánchez Toranzo fue elegido en 1973 en la Provincia de Tucumán como candidato del Frente Justicialista de Liberación para la Cámara de Diputados de la Nación Argentina

### Presidente de la Cámara de Diputados de la Nación Argentina
Se escindieon como grupo de "los ocho" que comandaba el justicialista Enrique Osella Muñoz, cuando María Estela Martínez de Perón eligió a Nicasio Sánchez Toranzo —“este viejito simpático”, como dijo, porque ni sabía el nombre— como jefe de los diputados del Frente Justicialista de Liberación.
Después de la dictadura del Proceso de Reorganización Nacional, Sánchez Toranzo fue elegido en 1983 y en 1985 en la Provincia de Tucumán como candidato del Partido Justicialista a la Cámara de Diputados de la Nación Argentina.  
Como era el más anciano de los Legisladores electos, presidió la Asamblea Legislativa que dio comienzo al actual período democrático.